# Comptes globaux de la protection sociale
Les comptes globaux de la protection sociale (CGPS) sont une statistique de synthèse. Etablis à l’aide d’un grand nombre de sources officielles (comptes d’exploitation des assurances sociales, statistique des finances publiques (SFP), statistique des assurances sociales suisses SAS), etc.), ils fournissent des informations sur les dépenses et sur le financement de la protection sociale. Cette statistique de synthèse présente les prestations sociales du côté des dépenses, les cotisations sociales des employeurs et des employés, les primes par tête de l’assurance maladie obligatoire, les contributions des pouvoirs publics et les revenus de la fortune du côté des recettes. 
Les CGPS sont comparables au niveau international, car ils sont basés sur le «Système européen de statistiques intégrées de la protection sociale» (SESPROS).
Les dépenses totales de la Suisse pour la protection sociale ont augmenté en 2010 (données actuellement encore provisoires) pour totaliser 153 milliards de francs (2000: 107 milliards de francs). Les recettes se sont élevées en 2010 à 176 milliards de francs. Les prestations sociales forment le noyau effectif des CGPS. Elles sont obtenues à partir des dépenses totales moins les dépenses de fonctionnement et autres dépenses (administratives); elles se montaient à 139 milliards de francs en 2010.

## Bases légales
Les bases légales des comptes globaux de la protection sociale sont le postulat de la Commission de la sécurité sociale et de la santé publique du 17 février 1995 ainsi que la loi du 9 octobre 1992 sur la statistique fédérale, art. 19, al. 2.

## Type d’enquête
En Suisse, les premiers essais en vue d’obtenir une vue d’ensemble des finances de la protection sociale remontent aux années 1970 et 1980. La statistique de synthèse actuelle découle directement  du «Budget social de la Suisse», élaboré par P. Gilliand et S. Rossini pour les années 1990 et 1993 dans le cadre du projet du Fonds national «Changements des modes de vie et avenir de la sécurité sociale». Ces travaux se basent sur le SESPROS dans la version en vigueur à cette époque. Le «Budget social de la Suisse» a été actualisé par S. Greppi pour l’année 1995. L’année suivante, Eurostat a publié un nouveau manuel SESPROS. Les directives méthodologiques définies dans ce dernier ont été reprises sans réserve par l’OFS afin d’assurer la comparabilité des CGPS suisses avec ceux des pays membres de l’UE. En raison de cette méthodologie uniformisée du SESPROS, les CGPS ne couvrent pas tous les domaines qui, du point de vue de la politique sociale, sont importants pour la Suisse. Ainsi, par exemple, les déductions fiscales relevant essentiellement de la politique sociale sont exclues des comptes globaux.

## Caractères relevés
Sont traitées l’ensemble des données financières du système national de protection sociale, réparties par régimes (AVS, AI, etc.) et exprimées en millions de francs.
Les chiffres des CGPS ne sont disponibles qu'au niveau national. Les prestations sociales calculées sont réparties entre les huit besoins ou risques suivants (dénommés fonctions): maladie/soins de santé, invalidité/infirmité, vieillesse, survie, famille/enfants, chômage, logement, exclusion sociale. Constituant l'élément essentiel de la méthodologie du SESPROS, elles permettent des comparaisons internationales détaillées. Elles permettent cependant également de saisir au niveau national quels sont les risques et les besoins couverts par les prestations de l'État social et dans quelle mesure ils le sont. La plus grande part (44 %) revient à la fonction vieillesse. Un peu plus d'un quart (27 %) des dépenses est utilisé pour la couverture des risques et des besoins de maladie/santé. Les prestations sociales relatives à la fonction invalidité sont en troisième position avec 11 % des dépenses sociales.

## Réalisation
Les comptes globaux de la protection sociale sont établis chaque année par l’Office fédéral de la statistique. La publication de l'année 2012 met l'accent d'une part, sur les différentes fonctions et, d'autre part, sur la comparabilité internationale. Ainsi, on voit que la Suisse (en termes de standard de pouvoir d'achat) fait partie des pays accordant les prestations les plus élevées en faveur de la fonction vieillesse. En revanche, la Suisse alloue comparativement peu de prestations pour la fonction famille/enfants. En outre, les CGPS font la distinction entrer prestations sociales sous condition de ressources et celles sans condition de ressources; les prestations sociales sans condition de ressources pour la fonction vieillesse (rentes de vieillesse des premier et deuxième piliers) représentent de loin la plus grande partie des prestations. La série chronologie des données remonte à 1950. Toutefois, les chiffres concernant les quatre premières décennies reposent sur des estimations, qui présentent par conséquent une certaine marge d'incertitude.
L'Office fédéral des assurances sociales publie les comptes globaux des assurances sociales (CGAS). Ces comptes recensent les recettes et les dépenses des domaines AVS, AI, PC, AMal, AA, APG, AC et AF. Les CGAS permettent notamment des analyses au niveau national et fournissent des réponses à des questions sur les institutions des assurances sociales.